# چشم خدا (فیلم)
چشم خدا (انگلیسی: Eye of God) یک فیلم به کارگردانی تیم بلیک نلسون است که در سال ۱۹۹۷ منتشر شد. از بازیگران آن می‌توان به مری کی پلیس اشاره کرد.